# Joan Godó i Pelegrí
Joan Godó i Pelegrí (Igualada, 5 de desembre de 1876 - 31 de maig de 1957), fou un polític i empresari català, fill de Joan Godó i Llucià.

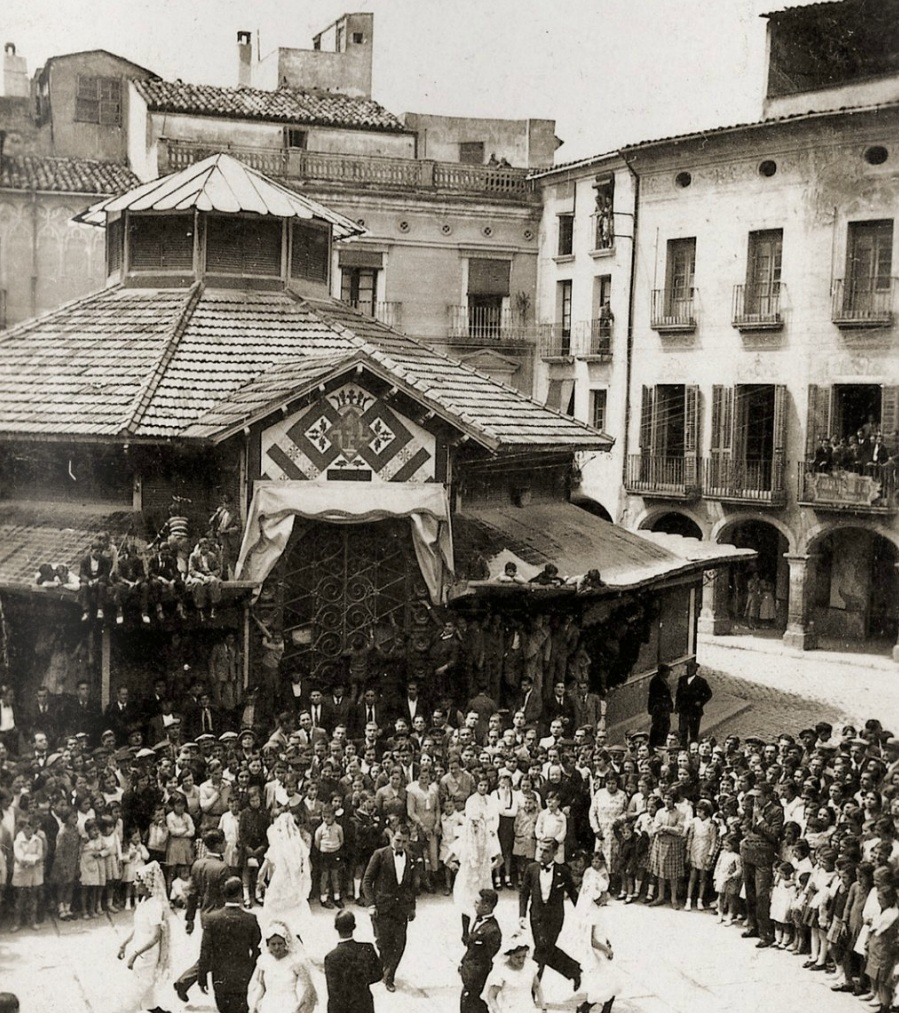
Mercat Cobert d'Igualada, anomenat popularment "La Pajarera", edificat el 1910 durant el mandat com alcalde de Joan Godó i Pelegrí

Joan Godó i Pelegrí fou escollit regidor de l'ajuntament d'Igualada als 26 anys, i nomenat alcalde constitucional d'Igualada l'1 de gener de 1906, càrrec que va mantenir fins a l'1 de gener de 1914. Durant el seu mandat com a alcalde es van celebrar les solemnes festes del primer centenari (1908) de la batalla del Bruc, s'edificà l'edifici de la Pajarera, mercat projectat pels arquitectes Pau Salvat i Espasa i Isidre Gili i Moncunill (1910), i sofrí moments difícils a conseqüència de vagues i les repercussions de la Setmana Tràgica (1909).
L'any 1935 succeí al seu pare com a propietari i director de la Igualadina Cotonera, empresa tèxtil que fou col·lectivitzada durant la Guerra Civil Espanyola. Després de la guerra, ja sota la direcció de Ramon Godó i Franch (1906-1992) i amb la denominació social de Joan Godó Pelegrí, la fàbrica passà dificultats degut a les restriccions de matèria primera i energia.
Fou president del Cercle Mercantil entre 1918 i 1920. Fou caporal del sometent del districte i va rebre la gran creu de l'Orde d'Isabel la Catòlica i la creu militar amb distintiu blanc.
Està previst que l'edifici històric de La Igualadina Cotonera aculli en el futur el Museu de la Premsa de Catalunya segons el conveni signat entre l'ajuntament d'Igualada i el Grup Godó.